# Steve Hiett
Steve Hiett est un photographe de mode britannique né le 26 décembre 1940 à Oxford au Royaume-Uni et mort le 28 août 2019 à Clermont-l'Hérault. Ses premières photos d'Hendrix sur l'île de Wight au début des années 1970 deviennent célèbres. 
Il est président du jury « photographie » du festival de Hyères durant lequel une rétrospective intitulée Steve Hiett : The Song Remains the Same est organisée à la villa Noailles.

## Publications
- Pleasure Places, Flash Books, 1975[5]
- Down on the Road by the Beach, Sony/CBS, 1982.
- Hyper Real Soul, gallery 213, 2000.
- Femme Cachée, Joop Jeans ; Milan : Vogue Italia, 2005
- Glittering World, Condé Nast Italie, 2006
- Portraits de Ville : New York, Paris : be-pôles, 2012[6]
- Roland Garros, Paris : Martiniere, 2015, préface Philippe Labro[7]
- Beyond Blonde, Munich : Prestel Publishing, 2015.